# Geant4
Geant4 (англ. GEometry ANd Tracking — геометрия и трекинг) — инструментарий для моделирования прохождения элементарных частиц через вещество с использованием методов Монте-Карло. Разработана группой Geant4 Collaboration (CERN и другие институты) на объектно-ориентированном языке программирования C++. Первые релизы вышли в 1998 году.
Является дальнейшим развитием предыдущих версий GEANT, существенно переработанным и дополненным. Версии 1, 2 и 3 были написаны на языке Фортран.
Как заявлено на официальном сайте проекта, «области применения включают в себя физику высоких энергий и исследование ядерных реакций, медицину, ускорители частиц, и космические физические исследования». Geant4 позволяет моделировать частицы с энергиями от единиц эВ до ГэВ. ПО используется во многих исследовательских проектах по всему миру, в том числе и в России. Базовой средой для запуска Geant4 является Scientific Linux, однако существует совместимость с другими системами как на базе Linux, так и Microsoft Windows.
Исходный код Geant4 общедоступен. Специальная лицензия, подтверждающая открытость ПО, появилась в версии 8.1 от 30 июня 2006 года (Geant4 Software License).

## Библиотеки для Geant4
Всего для Geant4 используется около десятка библиотек классов и библиотек сечений ядерных реакций. Ниже приведены некоторые из них:
- CLHEP (от англ. A Class Library for High Energy Physics — библиотека классов для физики высоких энергий) — библиотека, написанная на языке C++ и предоставляющая служебные классы для общей работы с числами, векторной алгеброй, геометрией, генераторами псевдослучайных чисел в приложении к физике высоких энергий.
- FreeHEP — библиотека, написанная в основном на языке Java, аналогичная CLHEP.